# 大眼鳐
大眼鳐（学名：Raja macrophthalma）为鳐科鳐属的鱼类。分布于日本海以及南海、东海等海域。

## 扩展阅读
維基物種上的相關：大眼鳐